# 다시, 뜨겁게 사랑하라!
《다시, 뜨겁게 사랑하라!》(덴마크어: Den skaldede frisør)는 2012년 개봉한 수사네 비르 감독의 로맨틱 코미디 영화이다. 피어스 브로스넌, 트리네 뒤르홀름, 킴 보드니아 등이 출연하였다.

## 줄거리
유방암에 걸려 유방 절제술을 받은 뒤 화학 요법을 마치고 집으로 돌아온 덴마크 미용사 이다는 남편 레이프가 그의 회계사 틸데와 바람을 피우는 현장을 목격한다. 한편 영국인 수출업자 필립은 아내와 사별한 뒤 냉소적으로 변한 상태이다.
필립은 이다의 딸 아스트리드와 만난 지 3개월 만에 결혼하려는 아들 패트릭의 결혼식 준비를 위해 코펜하겐에서 이탈리아 별장으로 이동한다. 이 결혼식에 홀로 참석하기로 한 이다는 코펜하겐 공항에서 필립과 처음 만나고, 서로 좋지 않은 첫인상을 받게 된다.
별장에 도착한 후 이다의 남편과 그의 틸데가 등장하여 약혼 사실을 밝힌다. 상심한 이다는 근처 후미에서 알몸으로 수영을 하고, 이다를 발견한 필립이 급히 달려와 해류에 휘말릴 위험성을 알린다. 필립은 이다와 대화하며 그녀의 밝은 성격에 호감을 느끼고, 아내의 죽음에 대한 이야기를 털어놓는다.
혼전 결혼 축하연에서 이다와 필립은 함께 춤을 추지만 레이프가 끼어들면서 분위기가 깨진다. 레이프가 이다를 함부로 대하자 이를 보다 못한 이다와 레이프의 아들이 레이프에게 주먹을 날린다. 필립은 이다에게 아름답다고 말한다. 한편 패트릭은 아스트리드가 고용인과 붙어 있는 것을 보고 둘을 떼어놓지만 아스트리드는 고용인이 게이임을 밝힌다. 패트릭은 고용인에게 사과를 하다가 그와 입을 맞추고 만다.
결혼식 당일 아침 패트릭은 실은 결혼하고 싶지 않다고 고백하고 결혼식은 취소된다. 이다는 아스트리드를, 필립은 패트릭을 위로한다. 이다와 필립은 작별 인사를 나눈다.
덴마크로 돌아온 이다는 장미로 가득 채워진 집을 발견하고 레이프의 사과를 받는다. 필립은 삶이 공허하다고 느끼고, 이다를 찾아와 이탈리아로 이주할 계획을 알린다. 필립이 이다에게 자신을 보러 와 달라고 청하자 이다는 레이프가 돌아왔다고 말한다. 하지만 이다는 자신이 더는 레이프를 사랑하지 않는다는 것을 깨닫고 레이프와 헤어진다.
이다는 가발을 벗어 짧게 자란 머리를 드러낸 채 이탈리아의 필립을 찾아온다. 둘은 병원에서 온 최신 검사 결과를 확인하기 전 키스를 나누고, 긍정적인 결과를 확인한 후 다시 키스한다.

## 출연진
- 피어스 브로스넌
- 트리네 뒤르홀름
- 킴 보드니아
- 파프리카 스텐
- 세바스티안 예센
- 몰뤼 블릭스트 에겔린
- 보딜 예르겐센
- 리네 크루세
- 스티나 에크블라드
- 필리프 산덴

## 기타 제작진
- 배역: 레네 세스테드
- 미술: 페테르 그란트
- 의상: 시그네 사일룬